# داردانل

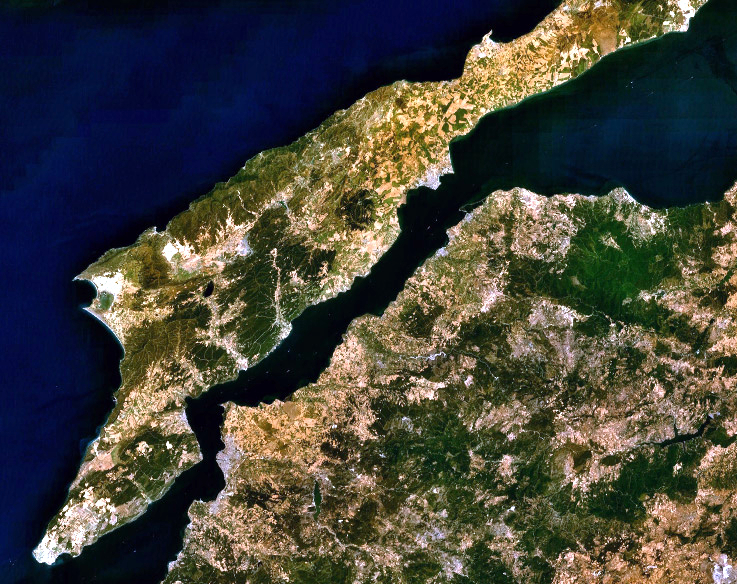
نمای ماهواره‌ای داردانل

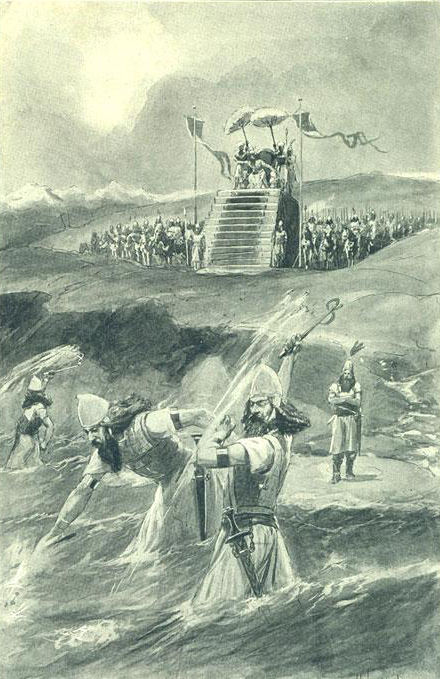
نقاشی‌ای از خشایارشا و ارتش شاهنشاهی ایران که در حال «مجازات» دریا (داردانل) می‌باشد.

داردانِل (استانبولی: Çanakkale Boğazı، یونانی: Δαρδανέλλια، Dardanellia)، پیش‌تر هِلِسپُنتُس (یونانی: Eλλήσποντος، Hellespontos) یا تنگه چاناق‌قلعه تنگه‌ای است باریک در شمال غربی ترکیه که دریای اژه را به دریای مرمره پیوند می‌دهد. داردانل دارای ۶۱ کیلومتر (۳۸ مایل) درازا اما تنها ۱٫۲ تا ۶ کیلومتر (۰٫۷۵ تا ۴ مایل) پهنا دارد و ژرفای آن ۵۵ متر (۱۸۰ پا) است که تا ۸۲ متر (۳۰۰ پا) نیز می‌رسد.
این راه آبی، از دیرباز اهمیت اقتصادی و سیاسی داشته است و امروزه نیز کشتی‌های بازرگانی، نظامی و نفت‌کش‌هایی که از دریای سیاه می‌آیند تنها از طریق تنگه بسفر و متعاقباً تنگهٔ داردانل می‌توانند بار خود را به دریاهای آزاد برسانند. در جنگ جهانی اول این منطقه اهمیت راهبردی یافته و نبرد پرتلفات گالیپولی در آن اتفاق افتاده است. در سال ۳۳۴ پیش از میلاد در حملهٔ اسکندر مقدونی به آسیا، سپاه هخامنشیان در تنگه داردانل شکست خوردند. سال‌ها پیش از این، خشایارشا (شاه ایران) در لشکرکشی به یونان که به فتح این کشور نیز انجامید، به‌همراهِ نیروی زمینی سپاهِ ایران از تنگه داردانل با استفاده از پل‌های موقت که توسط نبوغِ مُهَندسینش ساخته شده بودند، عبور کرد، نیروی دریایی سپاه ایران نیز از مسیرهای آبی و دریایی عبور کرد، این پل‌های موقت یکی از کارهای مهندسی خارق‌العاده در جهان باستان هستند.

## ریشه‌شناسی
داردانوس شهری بود یونانی و نیز نزدیک به شهر تروا یا تروی که برکناره آسیایی تنگه داردانل قرار داشت. نام تنگه داردانل از شهر داردانوس برگرفته شده بود و آن باریکه آبی است که دریای اژه را به دریای مرمره پیوسته می‌سازد.
این شهر تا اوایل قرون وسطی هنوز مسکونی بود و پس از آن چنان متروکه گردید که حتی باستان شناسان چیز قابل توجهی از آن به‌دست نیاوردند
تنگه داردانل به گاه باستان هلسپونت هم نامیده می‌شد. هلسپونت، تشکیل شده از دو جزء هله به‌علاوه حرف مالکیت «س» و پونت، در زبان یونانی باستان معنای دریای هله را می‌دهد که همان تنگه داردانل باشد.
بنا بر روایات یونانی: اینو همسر دوم آتاماس پادشاه تبس از دو کودکی که آتاماس (هله و برادرش فریکسوس) از همسر نخستش می‌داشت بدش می‌آمد.
او برای اینکه آتاماس پسر خود را بکشد، به خدمتکاران خویش دستور داد تا بذر گندمهای برزگران را پیش از کاشت طوری دست کاری کنند که سبز نشوند. این نقشه مؤثر واقع گشت و در آن سال گندمی نروئید و محصولی نیز برداشت نشد. مملکت را قحطی گرفت و مردم گرسنه ماندند.
اینو از آتاماس خواست تا شخصی را به نیایشگاه دلفی فرستد و نظر خدایان را برای حل مشکل جویا شود ولی پیش از آن خود پیشکشهایی برای کاهنان و غیبگویان معبد دلفی فرستاده بود تا آرای ایشان را بخرد. پیشگویان که هدایای گرانقیمت اینو را دریافت کرده بودند، بنا به خواست اینو، نظر دادند که اگر آتاماس پسر خویش را برای زئوس قربانی کند، خدایان آرام گرفته و گرسنگی در میان مردم از بین خواهد رفت و محصول سالهای بعد نیز فراوان خواهد شد.
پیش از اینکه رای معبد دلفی به‌دست آتاماس برسد، یکی از هواداران فریکسوس، جریان را به اطلاعش رسانید و فریکسوس را از خطری که تهدیدش می‌کرد، آگاه ساخت.
فریکسوس و خواهرش هله از دست حسادت و نفرت نامادریشان اینو سوار بر قوچی با پشم زرین شدند که توسط مادرشان نفه له فرستاده شده بود و می‌توانست که هم صحبت کرده و هم پرواز کند.
سوار بر این قوچ، آن‌ها بسوی نفه له مادر خود که در کولخوزیا بود، فرار کردند.
در میان راه هنگامی‌که از فراز تنگه داردانل پرواز می‌کردند، هله علی‌رغم اینکه از پیش به او گفته شده بود که در تمامی طول پرواز نبایستی به پایین نگاه کند، از روی کنجکاوی فراوان، نظری به پایین افکند و با مشاهده دریا و امواجش از ورای بلندیهای زیاد، سرش گیج خورد و بدریا فرو افتاد.
تلاشهای برادر برای دوباره از آب بیرون کشیدنش ثمری نبخشید و هله در دریا غرق شد.
از آن پس یونانی‌ها تا دیر زمانی تنگهٔ داردانل را به‌یاد هله، دریای هله یا هلسپونت می‌نامیدند. فریکسوس به‌همراه قوچ زرین سالم به سرزمین کولخوزها رسید. پشم زرین قوچ را پس از مرگ قوچ بر درختی آویزان کردند و از خصوصیات این پشم زرین یکی این بود که اگر آن را بر روی بیمار سخت یا زخمی جنگی می‌کشیدند، او را شفا می‌داد و از آن گذشته از سرزمین کولخوزها حفاظت می‌کرد و خود اژدهایی چند سر را به عنوان محافظ داشت که نگذارد تا پشم زرین به سرقت رود.
این پشم سرانجام توسط یاسون که با کشتی آرگو یا به‌زبان یونانی آرگونات به سرزمین کولخوز رفته بود، ربوده شد.
آتاماس که از اینو نیز دو فرزند داشت نیز نتوانست که خوشبخت شود. او دچار دیوانگی گردید و فرزند خود لئارخوس را کشت و اینو نیز که به سرنوشتی شبیه او دچار گردیده بود به‌همراه فرزند دیگرش ملیکرتس خود را به دریا فکند و هر دو غرق گشتند.